# Julian Krahl
Julian Krahl (* 22. Januar 2000 in Forst (Lausitz)) ist ein deutscher Fußballtorwart. Er steht seit 2022 beim 1. FC Kaiserslautern unter Vertrag.

## Karriere

### Jugend
Julian Krahl stammt aus dem brandenburgischen Drebkau. Er begann das Fußballspielen in Schorbus bei der SG Blau-Weiß Schorbus und spielte parallel beim SV Leuthen/Oßnig. Über den SV Wacker 09 Cottbus-Ströbitz wechselte Krahl als Neunjähriger in die Jugend von Energie Cottbus. 2014 kam Krahl zu RB Leipzig, wo er alle Jugendmannschaften durchlief. In den Spielzeiten 2015/16 und 2016/17 absolvierte Krahl insgesamt 14 Spiele in der B-Junioren-Bundesliga. 2017/18 lief Krahl für die U-19-Mannschaft von RB Leipzig auf und kam auf 18 Einsätze in der A-Junioren-Bundesliga. Zur Saison 2018/19 unterschrieb Krahl einen Profivertrag und trainierte auch in der Ersten Mannschaft mit, jedoch absolvierte er kein Spiel in der Bundesliga. Bei den A-Junioren kam er in dieser Spielzeit auf 22 Einsätze.

### 1. FC Köln
Nach dem Auslaufen seines Vertrages in Leipzig wechselte Krahl im Sommer 2019 ablösefrei zum 1. FC Köln. Er erhielt dort einen Vertrag für die Erste Mannschaft als dritter Torwart hinter Timo Horn und Thomas Kessler, kam allerdings vorwiegend in der Zweiten Mannschaft in der Regionalliga West zum Einsatz. Sein Debüt gab er am 23. August 2019 (5. Spieltag) beim 1:0-Auswärtssieg gegen den Wuppertaler SV. Bis die Spielzeit im März 2020 aufgrund der COVID-19-Pandemie in Deutschland abgebrochen wurde, stand Krahl in 16 von 24 absolvierten Spielen im Kader und kam auf elf Einsätze. In der folgenden Saison wurde Krahl Stammtorhüter der Zweiten Mannschaft der Kölner. Am 17. April 2021 (36. Spieltag) zog er sich im Spiel gegen den Wuppertaler SV eine Knieverletzung zu und fiel den Rest der Spielzeit aus.

### FC Viktoria 1889 Berlin

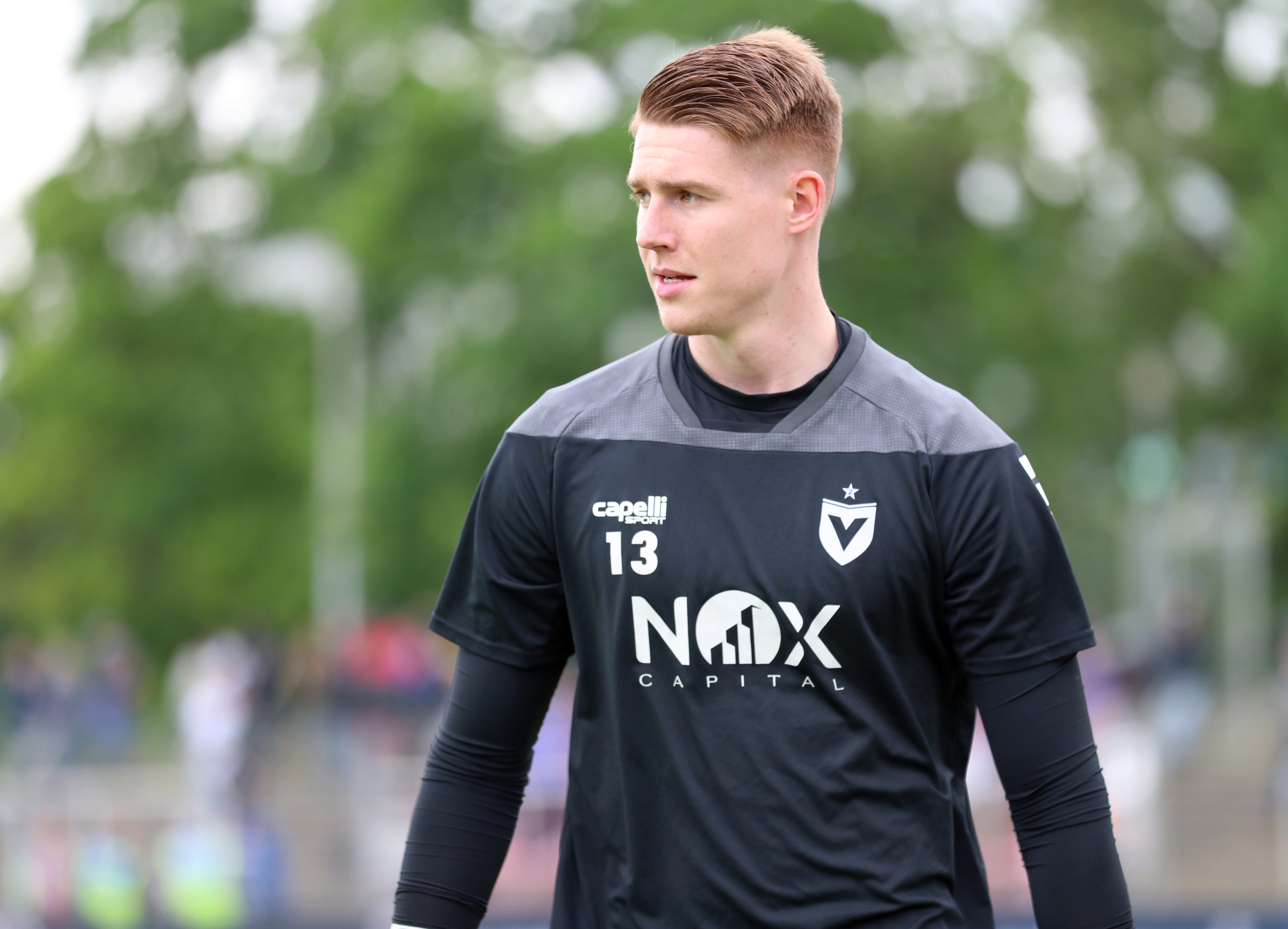
Julian Krahl im Trikot des FC Viktoria 1889 Berlin (2022)

Nach der Saison wurde der Vertrag beim 1. FC Köln aufgelöst und Krahl wechselte zur Saison 2021/22 ablösefrei zum FC Viktoria 1889 Berlin, der gerade in die 3. Liga aufgestiegen war. Zu seinem Profidebüt kam Krahl am 25. Juli 2021 (1. Spieltag) beim 2:1-Sieg gegen den FC Viktoria Köln. Er wurde in der 70. Spielminute für den verletzten Philip Sprint eingewechselt. Beim 4:0-Auswärtssieg gegen Eintracht Braunschweig am 1. August 2021 (2. Spieltag) stand Krahl erstmals in der Startelf. Philip Sprint erhielt nach seiner Genesung zunächst wieder den Vorzug vor Krahl, der jedoch nach dem 12. Spieltag zum ersten Torwart aufsteigen konnte. Nach einer Niederlage gegen den VfL Osnabrück im März 2022 verlor Krahl seinen Stammplatz wieder und absolvierte in der Saison 2021/22 kein weiteres Spiel mehr für Viktoria, insgesamt kam er zu 26 Einsätzen. Der Verein stieg nach einem Jahr wieder ab. Krahl konnte mit der Viktoria jedoch den Berliner Landespokal, bei dem er in einem der sieben Spiele zum Einsatz kam, gewinnen.

### 1. FC Kaiserslautern
Zur Saison 2022/23 wechselte Krahl in die 2. Bundesliga zum Aufsteiger 1. FC Kaiserslautern. Dort kam er zunächst für deren zweite Mannschaft in der Oberliga Rheinland-Pfalz/Saar zum Einsatz und war gleichzeitig dritter Torwart der Profimannschaft. Zu seinem ersten Zweitligaeinsatz kam er am 7. Mai 2023 (31. Spieltag) beim 3:3 gegen den 1. FC Nürnberg, da sowohl Stammtorhüter Andreas Luthe als auch Ersatztorwart Avdo Spahić verletzungsbedingt nicht zur Verfügung standen.
In der Saison 2023/24 wurde Julian Krahl zur Nummer zwei des FCK und kam am 2. Spieltag im Spiel gegen den FC Schalke 04 (0:3) per Einwechslung zum Einsatz, nachdem Andreas Luthe die Rote Karte gesehen hatte. Krahl vertrat Luthe daraufhin zunächst in zwei weiteren Ligaspielen und einer Partie im DFB-Pokal, die alle gewonnen wurden. Er erhielt auch nach Ablauf von Luthes Sperre den Vorzug und ist somit seitdem Stammtorwart des FCK.

### Nationalmannschaft
Am 19. November 2016 stand Julian Krahl bei einem Freundschaftsspiel der deutschen U-17-Nationalmannschaft gegen Island im Tor. 2017 und 2018 stand Krahl bei zwei Freundschaftsspielen der U-18-Nationalmannschaft auf dem Platz. Für die U-19-Nationalmannschaft kam er ebenfalls in zwei Freundschaftsspielen zum Einsatz, sein letztes internationales Spiel absolvierte Krahl am 16. April 2019 bei der 2:5-Niederlage gegen Dänemark.

## Erfolge
- 2022: Berliner-Landespokal-Sieger mit dem FC Viktoria 1889 Berlin
- 2024: 2. Platz beim DFB-Pokalfinale mit dem 1. FC Kaiserslautern